# Phaenosperma globosum
Phaenosperma globosum är en gräsart som beskrevs av William Munro och Daniel Oliver. Phaenosperma globosum ingår i släktet Phaenosperma och familjen gräs. Inga underarter finns listade i Catalogue of Life.